# Breitenrain-Lorraine

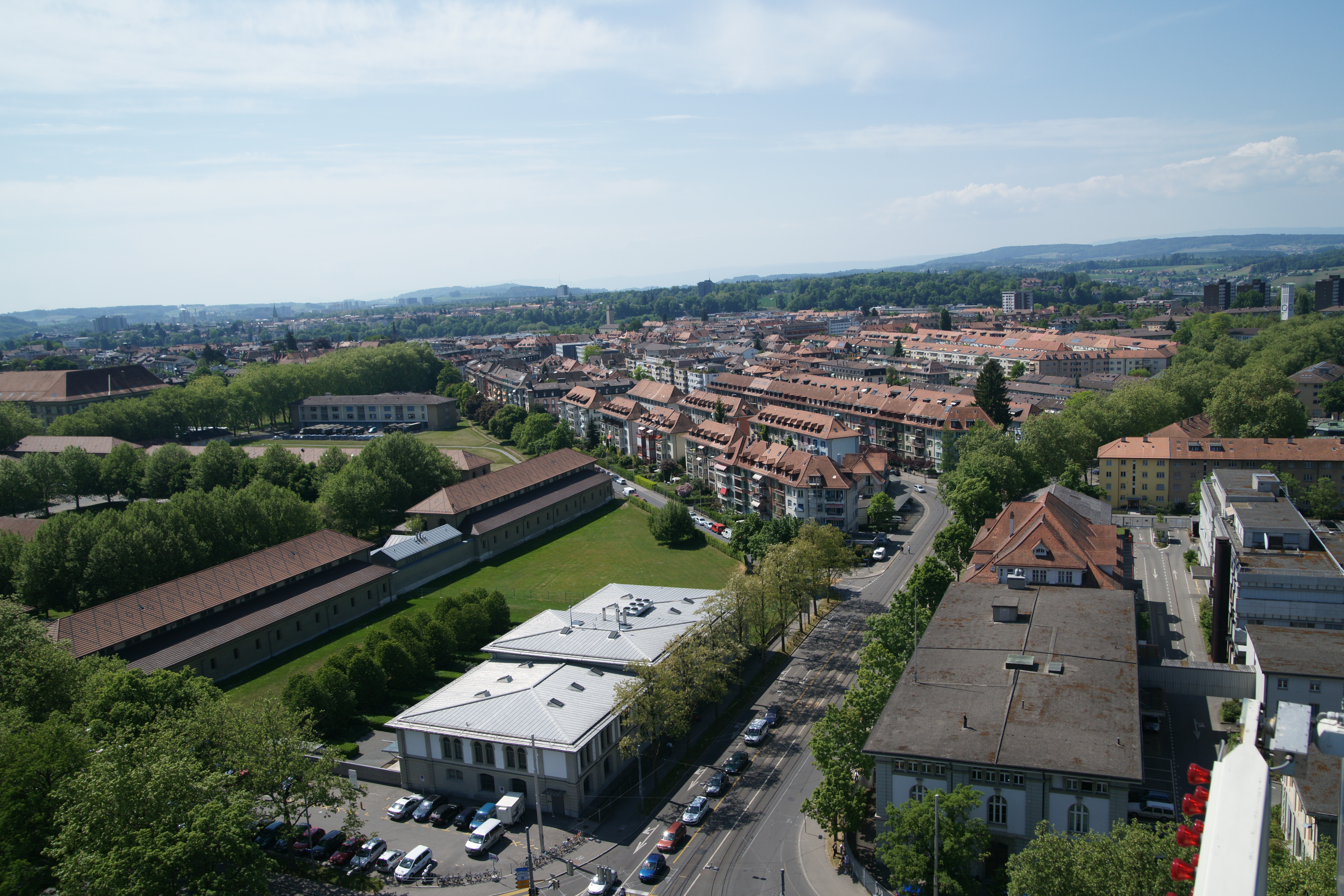
Das Breitenrainquartier vom Riesenrad der BEA am Guisanplatz aus Richtung Süden gesehen. Links das Kasernengelände und die Bibliothek am Guisanplatz.

Breitenrain-Lorraine ist der Stadtteil  V von sechs Berner Stadtteilen. Er befindet sich im Nordosten der Stadt und umfasst die statistischen Bezirke Altenberg, Breitenrain, Breitfeld, Lorraine und Spitalacker.
Die Wohnbevölkerung betrug 2022 26'261 Personen, davon 21'197 Schweizer und 5'064 Ausländer.

## Besonderheiten
Der Stadtteil dient heutzutage hauptsächlich als Wohnquartier. Ein Kasernenareal, eine gewerbliche Berufsschule und mehrere kleinere Gewerbebetriebe sind ebenfalls vorhanden.

### Wohnungen
Ende 2004 standen 14'581 Wohnungen im Stadtteil, was annähernd 20 Prozent aller Wohnungen der Stadt Bern ausmachte. Die Verteilung der Wohnungen nach Zimmeranzahl sah im Dezember 2004 folgendermassen aus:
| Zimmeranzahl       | Anzahl der Wohnungen (Dez. 2004) |
| ------------------ | -------------------------------- |
| 1 Zimmer           | 2'011                            |
| 2 Zimmer           | 3'921                            |
| 3 Zimmer           | 5'636                            |
| 4 Zimmer           | 2'160                            |
| 5 Zimmer oder mehr | 845                              |
| Insgesamt          | 14'581                           |

### Brücken
Die ältesten Brücken zwischen der Inneren Stadt (Stadtteil I) und dem Stadtteil V sind die Untertorbrücke aus dem Jahr 1487 und die zwischen 1840 und 1844 daneben aber deutlich höher gebaute Nydeggbrücke.
Als Fussverbindung zwischen den beiden Stadtteilen wurde 1857 der Altenbergsteig eröffnet.
Die erste Brücke zwischen der Lorraine und der Stadt, die sogenannte Rote Brücke, wurde am 28. Oktober 1858 eingeweiht. Im oberen Stockwerk der Brücke fuhr die Eisenbahn, das untere diente der Nutzung durch Fussgänger und Pferdefuhrwerke. Die Baukosten betrugen 114'500 Franken.
Die Kornhausbrücke wurde auf Beschluss der Gemeinde Bern vom 13. Januar 1895 erbaut und am 18. Juni 1898 eröffnet. Sie ist benannt nach dem Berner Kornhaus und führt vom Kornhausplatz zum Viktoriaplatz im Stadtteil Breitenrain-Lorraine.
Der 1'100 Meter lange Lorraineviadukt, ein Eisenbahnviadukt, wurde in den Jahren 1936 bis 1941 erbaut. Er ersetzte die Rote Brücke, die abgerissen wurde.

### Sport
Im Berner Breitenrain stehen mit dem Stadion Wankdorf (früher Stade de Suisse) und der PostFinance-Arena (frühere Allmend) die beiden grossen Stadien der Stadt Bern. Sie befinden sich rund zwei Kilometer vom Stadtzentrum entfernt und sind mit der Tram-Linie 9 erreichbar.

## Stadtteilvertretung
Gemäss «Reglement über die politischen Rechte» (RPR) der Stadt Bern vertritt die Quartierkommission DIALOG Nordquartier den Stadtteil V. Delegierte der im Stadtrat vertretenen Parteien sowie von Vereinen, Organisationen und Quartierleisten sind im DIALOG Nordquartier vertreten (aktuell 24) und sie sollen die Diskussion und die Mitsprache der Bevölkerung auf Quartierebene ermöglichen und fördern.  Drei Arbeitsgruppen (Verkehr. Quartierentwicklung und Soziokultur Bern Nord) wurden gebildet.
Der Leist Bern Nord nennt sein Gebiet zwischen Breitenrain-Schulhaus und der Postfinance Arena, zwischen Viktoria-Schulhaus und dem Wylerdörfli Nordquartier.

## Politik
Die Stimmenanteile der Parteien anlässlich der Wahl des Stadtrates vom 29. November 2020 betrugen: SP 29,0 % (davon JUSO 3,7 %), GB 15,6 %, glp 12,5 % (davon jglp 2,5 %), GFL 9,5 %, FDP 7,7 % (davon  jf 0,8 %), SVP 6,4 %, AL 4,6 %, JA! 4,3 %, BDP 2,9 %, PdA 1,6 %, EVP 1,8 %, GaP 1,4 %, CVP 2,3 %, zämä 0,6 %, DLSSLP 0,4 %, EDU 0,4 %. Im Vergleich der Stadtteile erzielten im Stadtteil Breitenrain-Lorraine AL, JUSO und PdA ihren jeweils höchsten Wähleranteil.
Im Vergleich mit dem gesamtstädtischen Ergebnis schnitten im Stadtteil Breitenrain-Lorraine die linken Parteien überdurchschnittlich ab, wobei sich der alternativ geprägte Stadtteil besonders durch gute Ergebnisse der kleineren und radikaleren Linkskräfte auszeichnet.